# Luisito Martí
Luis Bernardo Martí Hernández (1 de febrero de 1945 - 3 de enero de 2010) fue un humorista, músico, actor, productor y presentador de televisión dominicano. Martí era conocido por su caracterización de Horodoto Balbuena, un humilde soñador y holgazán que anhelaba con viajar a Nueva York en busca del sueño americano.

## Primeros años
Martí nació el 1 de febrero de 1945 en Villa Duarte sector de Santo Domingo Este. Hijo de Concepción Hernández y Juan Marte de Guerra, un chófer; ambos provenientes de Bayaguana.

## Carrera

### Música
Inició su carrera artística como conguero en el "Combo Show" de Johnny Ventura para, más tarde, desempeñarse también como vocalista. En la década de los años 70, su interpretación  del merengue  "La muerte de Martín"  alcanzó una amplia difusión y popularidad[cita requerida]. Más tarde, le siguieron temas como "Que pasa Papo", "Te digo ahorita" y "Mamá es la que sabe", entre otros.
En 1976, Martí como líder de banda fundó "El Sonido Original", agrupación que alcanzó cierta proyección con temas como "Gato entre Macuto", "Jaleo de Acordeón" y "El mudo". [cita requerida]

### Televisión
En 1983 pasó a formar parte del cuadro de comedias del legendario programa de televisión El show del mediodía, donde en poco tiempo se convirtió en director de comedia.
Años más tarde produjo su propio programa de televisión El Show de Luisito y Anthony, junto al cantautor Anthony Ríos y transmitido por el canal 9 de Color Visión a principios de los 90. Luego salió al aire con otra propuesta llamada De Remate en la última mitad de la década de los 90. En 1998, sacó al aire un programa llamado Las mil caras del engaño.
En 2004 sale con otro programa de humor llamado El show de Luisito Martí, el cual se transmitió por Antena Latina y luego por Telesistema 11 hasta el 2006.
En 2007 la Asociación de Cronistas de Arte (ACROARTE) lo invitó para que fungiera como presentador de los premios Casandra de ese año junto a la presentadora de televisión Jatnna Tavárez.

### Cine
Martí incursionó en el cine en 1995 protagonizando la película Nueba Yol, caracterizando a Balbuena, su personaje emblemático. La película, primera cinta dominicana del género comedia, tuvo éxito a nivel de taquilla .[cita requerida] En 1997 se filmó su continuación con el nombre de "Nueba Yol 3: Bajo la nueva ley". 
En 2004, Martí volvió a la pantalla grande con la película cómica "Los Locos También Piensan", donde además de Balbuena, representó a Casimiro y Filomeno, dos de sus personajes televisivos.

## Política
En septiembre de 2007, Leonel Fernández lo nombró "Asesor Artístico del Poder Ejecutivo", cargo que ostentó hasta su muerte.
En la campaña electoral de 2008 Martí dio su apoyo a Fernández, entonces candidato por el Partido de la Liberación Dominicana y quien buscaba la reelección.

## Vida personal
Martí se casó en 1966 con Milagros Rivera (fallecida en 2011) y tuvo 5 hijos: Luisín, Kaki, Omar, Robert Luís y Steven Mel.

## Fallecimiento
En marzo de 2007 Martí presentó problemas cardíacos por los que tuvo que ser sometido a un cateterismo para desbloquear una arteria obstruida. Fue intervenido en la clínica Corazones Unidos.
En mayo de 2008 fue internado en el Memorial Sloan Kettering Cancer Center en la ciudad de Nueva York debido a un cáncer de estómago. Luego en diciembre de 2009 fue trasladado a la ciudad de Tijuana para ser sometido a un tratamiento de células madres. 
El 25 de diciembre de ese mismo año fue ingresado en el Centro de Diagnóstico, Medicina Avanzada y Telemedicina (CEDIMAT), donde falleció el 3 de enero de 2010 a los 64 años de edad.

## Personajes

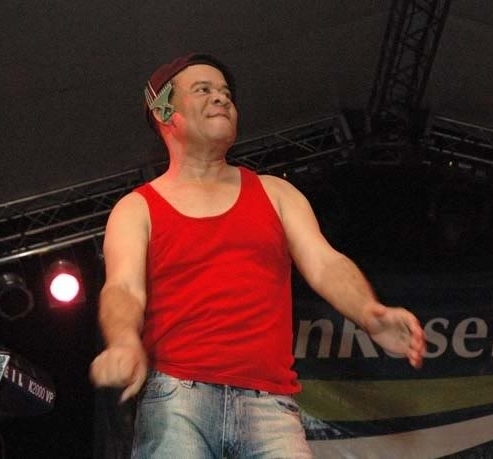
Luisito Martí como Balbuena, 2007.

Como director y actor del cuadro de comedias del Show del Mediodía, creó gran número de personajes, tales como:
- Justo Balbuena
- Belarminio
- Cabrera Moquete
- Casimiro Valdez
- Don Efraín
- El Chino Bichán
- El Cubano
- Fenelón
- Filomeno
- Lamparita
- Leo
- Leyito

## Canciones popularizadas
- A mi hijo no me le den
- Depende de la bolita
- El mudo
- Gato entre macuto
- Jaleo de acordeón
- La muerte de Martín
- Mamá es la que sabe
- Ñato
- Qué pasa Papo
- Te digo ahorita
- Te dijeron que bebieras así
- Yo también me trabo

## Filmografía
| Año  | Título                              | Personaje                    |
| ---- | ----------------------------------- | ---------------------------- |
| 2005 | Los Locos También Piensan           | Balbuena/ Casimiro /Filomeno |
| 1997 | Nueba Yol 3: Bajo la Nueva Ley      | Balbuena                     |
| 1995 | Nueba Yol: ¡Por Fin Llegó Balbuena! | Balbuena                     |